# 八尾市立図書館
八尾市立図書館（やおしりつとしょかん）は、大阪府八尾市にある公共図書館。八尾市が管理運営する図書館には八尾図書館（移動図書館を実施）、山本図書館、志紀図書館、龍華図書館がある。

## 沿革
1977年（昭和52年）12月に「八尾市図書館条例」が公布され、八尾市農業協同組合本店の建物を買い取り、3階建ての図書館として改装し、1978年（昭和53年）1月17日の条例施行と同日に八尾図書館が八尾市本町二丁目1-12に開館した。開館当時の蔵書冊数はわずか3万5000冊であった。同時に1975年（昭和50年）に運行を開始した公民館自動車文庫を移動図書館として編入した。翌年1979年（昭和54年）7月には、移動図書館の愛称を市民募集し、「ふれあい号」に決定した。
1983年（昭和58年）には東大阪市・柏原市と「図書館に関する基本協定」を締結、発効し、3市図書館相互利用がスタートした。また、1988年（昭和63年）には図書館開館10周年を記念して、記念誌「八尾市立図書館10年の歩み」を12月に発行した。
1993年（平成5年）11月には、山本地区・志紀地区に八尾図書館と同規模の地域図書館の整備が決定され、1996年（平成8年）6月20日に山本図書館が八尾市山本町一丁目8-11に、同年11月27日に志紀図書館が八尾市志紀町西一丁目3に相次いで開館した。
1997年（平成9年）11月には図書館のウェブサイトが開設され、インターネットによる図書館サービスを開始した。
1998年（平成10年）には20周年を迎え、記念誌「八尾市立図書館20年の歩み」を発行した。また、2004年（平成16年）4月16日には｢平成16年度子ども読書活動優秀実践図書館｣として文部科学大臣賞を受賞、2008年（平成20年）には30周年記念誌「八尾市立図書館30年の歩み」を発行している。

## サービス
特徴的なサービスとしては、八尾図書館の移転に伴って、2014年4月から導入された、借りた図書の書名や借りた日付などを預金通帳のように記録する「読書通帳」と、それらを自動で印字してくれる「読書通帳機」がある。これは、近畿地方の図書館としては初めての試みであり、導入後における児童の図書貸出冊数は倍増近くまで増えた。通帳は専用のものでないと受け付けない。
「読書通帳」導入当初は、市内に在住・通学する小学生以下の子どものみに無料で「読書通帳」を配布していた が、中学生以上の年齢層でも「読書通帳」を使いたいという声が多く寄せられたため、翌年の4月から、無償での配布対象を中学生以下に拡大し、それ以上でも有償で交付を受けることができるようになった。2017年現在では、市内在住の妊婦にも無償で提供している。また、それ以外の利用者でも貸出券があれば有償で作ることができる。
読書通帳などの試みが「子どもが積極的に読書活動を行う意欲を高める活動について優れた実践」であると評価され、2016年度に「子ども読書活動優秀実践図書館」に選ばれ、文部科学大臣賞を受賞している。

### 貸出・予約・返却
貸出サービスは、貸出券（借出カード）がある者に限られている。貸出券は、以下のいずれかに該当する者のみが交付を受けることができる。
1. 八尾市に在住・在勤・在学する者
2. 大阪市に在住する者（1961年の「大阪市並びに八尾市の行政上の協力に関する協定」による）
3. 東大阪市・柏原市に在住する者（1983年の「図書館に関する基本協定」による[4]）
4. 大阪狭山市・河内長野市・富田林市・羽曳野市・藤井寺市・松原市に在住する者（2012年の広域利用協定による[註 1]）

貸出可能な図書館資料やその点数は、上記の4番とそれ以外で異なっている。
1番から3番に該当する利用者の貸出条件
図書資料：10冊、2週間
CD：3点、1週間
ビデオ・DVD：1点、1週間
4番に該当する利用者の貸出条件
図書資料：5冊、2週間
CD：1点、1週間
購入から1年未満のCDなど：貸出不可
2008年3月からインターネットからの予約を受け付けるようになった。ただし、4番に該当する利用者に対しては、CDに限って予約を受け付けていない。
返却は、市内の図書館または館外に設けられた返却ポストが使える。

### 開館時間・休館日
開館時間は、指定管理者制度を導入している龍華図書館と他の3館（八尾・山本・志紀図書館）で異なっている。3館は平成期に段階的に開館時間の延長が行われ、水・木・金・土曜日は午後7時まで開館するようになった。指定管理者制度を導入して開館した龍華図書館は、開館日は全日午前9時から午後7時までと、3館に比べて1時間から3時間長く開館する。
3館（八尾・山本・志紀図書館）の開館時間
火曜日・日曜日・祝日：午前10時から午後5時
水曜日・木曜日・金曜日・土曜日：午前10時から午後7時（夜間開館日）
龍華図書館の開館時間
午前9時から午後7時
休館日は、1989年に毎週日曜日を開館日とする改革が行われ、現在、3館では毎週月曜日、龍華図書館では毎週火曜日が定休館日に設定されている。そのほか、毎月最後の木曜日を館内整理日として、また毎年2週間以内を特別整理期間（蔵書点検）として、さらに12月29日から1月5日までに年末年始として、それぞれ休館する。

### その他
図書館が定期的に行っている催しものとしては次が挙げられる。
- おはなし会
- 手づくりあそび
- 古典文学講座
- 好きな本を読む会
- 勝手気ままに児童文学読書会
- ヒッポの会

## 八尾図書館
八尾市立八尾図書館は、大阪府八尾市本町二丁目2-8にある八尾市立図書館の一つである。
2009年度統計によると蔵書数は220,609点（移動図書館は含まない）であり、他の2つの図書館との規模的な差はあまり見られない。
蔵書の内訳は、図書212,914冊（一般書:122,761冊、児童書:90,153冊）、雑誌5,039誌、その他2,656点である。
2014年4月30日、八尾市立青少年センター・今東光資料館がともに入る新築の複合施設として移転開館した。

### 施設構造
地上4階地下1階の鉄骨鉄筋コンクリート造である。児童書コーナーや読み聞かせコーナー、授乳室などの子どもに対するサービスは1階で行われている。2階は、一般書コーナーや読書テラス、対面朗読室などが置かれている。3階は、今東光資料館などが、4階は学習室やリフレッシュテラスなどが設けられている。エントランスでは、これら1階から4階までを貫いた吹き抜け構造が採用されている。
屋上には10 kWの発電能力を有する太陽光パネルが設置され、屋上緑化が施され、環境に配慮している。

### 今東光資料館
今東光資料館は、複合施設の3階に開館する資料館である。直木賞作家・今東光を取り上げた資料館で、「素顔」「生涯」「書籍」「出会った人々」「河内八尾風土記」「書斎と語り」の6つの常設展示と企画展示が行われている。具体的な展示資料としては、東光太平記の生原稿2000枚余り、著作を含む150冊程度の関連図書、今東光作品を原作とした映画のポスターなどが挙げられる。

### 移動図書館
八尾市には、公民館自動車文庫が、八尾図書館開館以前の1975年8月から運営されてきた。図書館開館に伴い、この自動車文庫を移動図書館として、運行を開始した。1979年3月、1981年3月、1993年1月、2007年1月に移動図書館車は更新され、2017年現在、運営されている移動図書館車は5代目である。4代目の移動図書館車は、引退後にアフリカを支援する団体に無償で引き取られ、南アフリカ共和国で活動を続けている。
移動図書館のための蔵書は2万冊余り（2009年時点）であり、約3,400冊の本を積み、2週間に一度程度の頻度で市内21箇所（2017年時点）を巡回して、貸出登録や資料貸出・返却、予約サービス等を行っている。2016年度の貸出数はのべ63,525点であった。

### 周辺施設
- 八尾市役所（本庁・西館・北分室）
- 八尾商工会議所
- 環山楼
- 八尾市立八尾小学校
- 八尾市立八尾幼稚園
- 大阪東信用金庫八尾本店
- 近鉄大阪線「近鉄八尾」
- 近鉄バス「八尾市役所前」

### アクセス
電車での来館は、近鉄大阪線「近鉄八尾駅」が徒歩約7分と最も便利である。JR大和路線「八尾駅」からは、徒歩約16分である。バスでの来館は、近鉄バスの「近鉄八尾駅前行き」「アリオ八尾行き」など、またはOsaka Metro「八尾南駅」から、近鉄バス「近鉄八尾駅前行き」が利用できる。いずれも下車バス停は「八尾市役所前」である。
車での来館者は、八尾市役所の地下駐車場が利用できる。30分までの駐車時間は無料だが、それ以上は料金がかかるシステムが採用されている。

## 山本図書館
八尾市立山本図書館は、八尾市山本町1-8-11にある八尾市立図書館のひとつである。
2009年度統計によると、蔵書数は193,186点となっており、ほかの2つの図書館との規模的な差はあまり見られない。
主な蔵書としては、図書を174,423冊（一般書:119,006冊、児童書:55,417冊）、雑誌を4,956誌、AV資料を10,041本、その他1,766点所蔵している。

### 施設構造
山本コミュニティーセンター内の1階から3階に図書館がある（ただし、3階に利用者が入ることはできない）。1階は小説、エッセイ等のコーナー、2階は小説以外の一般書と、児童書のコーナーとなっていて、図書館内の階段で昇降することができる。カウンターは1階と2階に設置されており、利用登録などを行う場合と、AV資料の貸し出し、返却は2階のみで可能である。それぞれの階に2台ずつ蔵書検索用PCが設置されている。地下には45台分の駐車場が設けられている。

### 沿革
1993年（平成5年）11月に山本・志紀に八尾図書館と同規模の地域図書館の整備が決定された。そして、1994年（平成6年）5月に山本･志紀両図書館の建設が開始され、1996年6月20日に山本図書館が開館した。

### アクセス
- 近鉄大阪線「河内山本駅」から、東へ徒歩約2分
- 近鉄バス「山本駅前行き」で「山本駅前」下車、東へ徒歩約2分

## 志紀図書館
八尾市立志紀図書館は、八尾市志紀町西1-3にある八尾市立図書館のひとつである。
2009年度統計によると、蔵書数は180,710点となっており、他の2つの図書館との規模的な差はあまり見られない。
主な蔵書としては、図書を165,100冊（一般書:106,059冊、児童書:59,041冊）、雑誌を3,990誌、AV資料を10,482本、その他1,138点を所蔵している。
利用者が自由に使用できる図書除菌機を所有している。
2016年に開館20周年を記念して志紀図書館マスコットキャラクター「しきにゃん」が誕生した。2019年には「しきにゃん」のLINEスタンプが発売されている。
開館日は火曜日・日曜日・祝日の午前10時～午後5時。水曜日・木曜日・金曜日・土曜日のみ午前10時～午後7時となっている。なお、月曜日と毎月最終木曜日、年末年始、特別整理期間は閉館日となっている。

### 施設構造
八尾市立志紀中学校正面の志紀府営住宅11号練の1階にある。
延床面積は1,431m２。

### 沿革
1993年（平成5年）11月に山本・志紀に八尾図書館と同規模の地域図書館の整備が決定された。そして、1994年（平成6年）5月に山本･志紀両図書館の建設が開始され、1996年11月27日に志紀図書館が開館した。

### アクセス
- JR西日本 大和路線「志紀駅」から西へ徒歩10分
- 大阪バスの八尾志紀線のバス停の「アクロスプラザ南口」から徒歩17分

## 龍華図書館
八尾市立龍華図書館は、八尾市南太子堂2-1-45にある八尾市立図書館のひとつである。開館から2018年3月31日までの2年8か月間は、図書館流通センターを指定管理者とした管理運営が行なわれる。
収蔵能力は、開架一般書が約52,500冊、開架児童書が約15,500冊、AV資料を約3,000本、閉架書庫に約47,500点である。

### 施設構造
龍華図書館は龍華コミュニティセンター、八尾市役所龍華出張所との複合施設内にある。複合施設は地上3階建ての鉄筋鉄骨コンクリート造 で、1階と2階の右側部分が図書館となっている。1階には開架・閲覧スペース、総合カウンターがあり、2階にはおはなし室、対面朗読室などがあり、図書館内の階段で昇降することができる。

### アクセス
- JR西日本 大和路線「八尾駅」から、南へ徒歩10分
- 近鉄バス「藤井寺駅行き」「近鉄八尾駅行き」で「太子堂」下車すぐ

## 註釈
1. ↑  この協定は大阪市と近郊9市によって締結されたものであるが、大阪市・東大阪市・柏原市には先行する協定が既に存在する[12]。